# Gumi-dong
Gumi-dong (koreanska: 구미동) är en stadsdel i staden Seongnam i provinsen Gyeonggi, i den nordvästra delen av Sydkorea, 26 km söder om huvudstaden Seoul.  Den ligger i stadsdistriktet Bundang-gu.

## Indelning
Administrativt är Gumi-dong indelat i:
| Namn    | Namn            | Yta km² | Invånare 31 dec 2020 |
| ------- | --------------- | ------- | -------------------- |
| 구미동  | Gumi-dong       | 3,75    | 31 503               |
| 구미1동 | Gumi 1(il)-dong | 3,54    | 17 888               |